# كارلوس إسترادا
كارلوس إسترادا (بالإسبانية: Carlos Enrique Estrada)‏ (1 نوفمبر 1961 في كولومبيا - ) هو لاعب كرة قدم كولومبي في مركز الهجوم، شارك في كأس العالم 1990. وشارك مع منتخب كولومبيا لكرة القدم. أما مع النوادي، فقد لعب مع إنديبندينتي ميديلين وديبورتيفو كالي ونادي ميلوناريوس وديبورتيس توليما.

## وصلات خارجية
- كارلوس إسترادا على موقع الاتحاد الدولي (مؤرشف)  (الإنجليزية)
- كارلوس إسترادا على موقع قاعدة بيانات كرة القدم.إي يو (الإنجليزية)
- كارلوس إسترادا على موقع ناشيونال فوتبول تيمز (الإنجليزية)
- كارلوس إسترادا على موقع عالم كرة القدم.نت (الإنجليزية)